# Mont Stanley

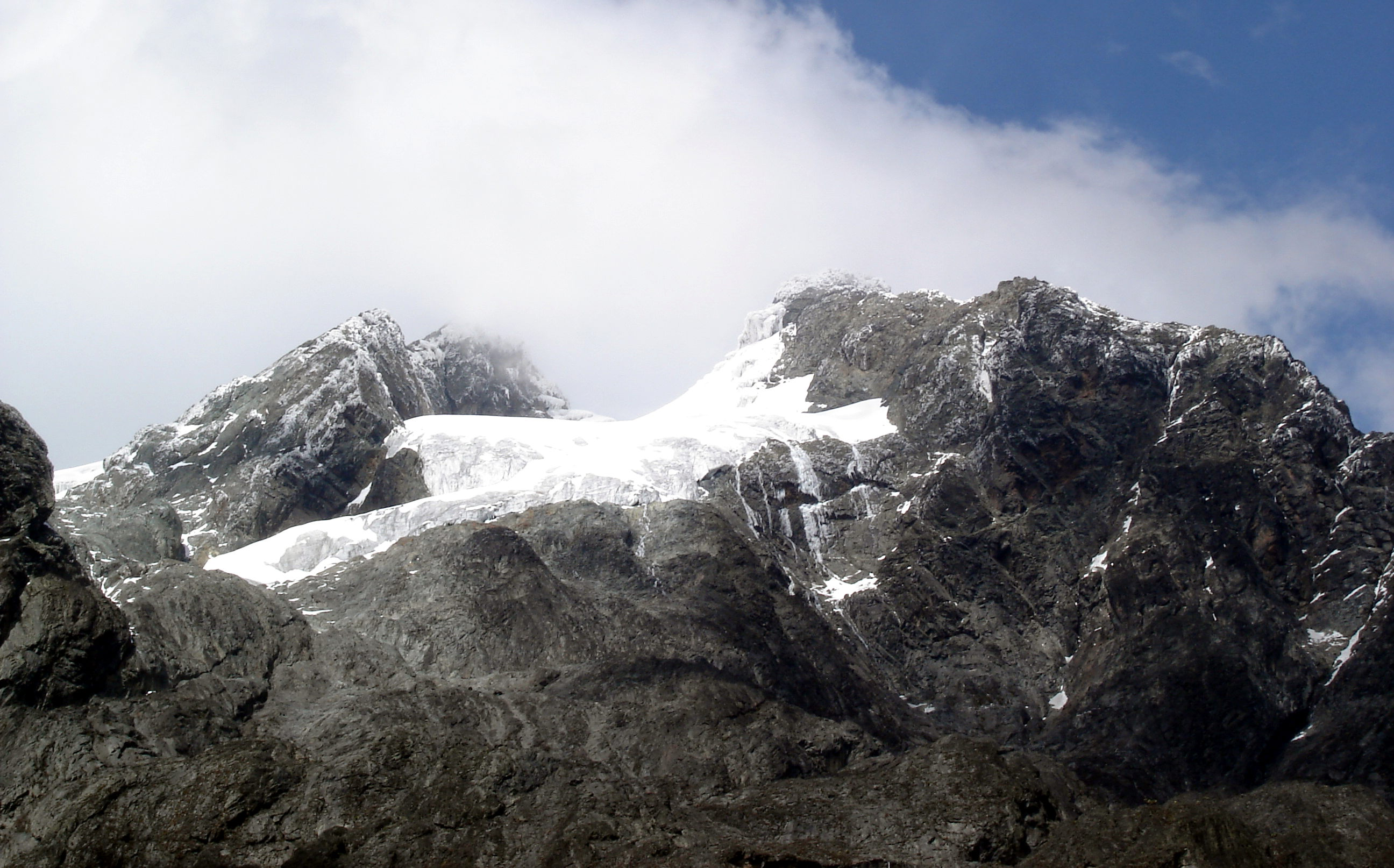
Vue des pics Alexandra et Marguerite depuis le versant ougandais.

Le mont Stanley est une montagne enneigée du massif du Rwenzori et le troisième plus haut sommet d'Afrique. Il est le point culminant de l'Ouganda et de la république démocratique du Congo dont la frontière passe sur le pic Marguerite, le plus haut sommet de la montagne avec 5 109 mètres d'altitude. Il est nommé d'après Henry Stanley qui est le premier Européen à l'avoir découvert en 1888. Il est gravi pour la première fois en 1906 par l'expédition de Louis-Amédée de Savoie.

## Toponymie
Le mont Stanley est nommé d'après l'explorateur britannique Henry Morton Stanley, qui est le premier Européen à découvrir le sommet enneigé en 1888. Le pic Marguerite (Margherita Peak) est baptisé en l'honneur de Marguerite de Savoie. C'est Louis-Amédée de Savoie, en 1906, qui nomme la majorité des cimes du Rwenzori en général et du mont Stanley en particulier, principalement d'après des têtes couronnées européennes : Alexandra d'Édimbourg, Albert Ier de Belgique, maison de Savoie, etc.

## Géographie

### Situation
Le mont Stanley est situé à la fois dans l'Ouest de l'Ouganda (district de Kasese) et dans l'Est de la république démocratique du Congo (province du Nord-Kivu), sur la frontière séparant les deux pays. Il se trouve à 230 kilomètres au nord de Goma et 300 kilomètres à l'ouest de Kampala. La montagne s'élève dans le massif du Rwenzori, entre les lacs Albert et Édouard, à 5 109 mètres d'altitude. Il constitue ainsi le point culminant des deux pays et le troisième plus haut sommet d'Afrique après le Kilimandjaro (5 892 m) et le mont Kenya (5 199 m). Il est entouré du mont Speke (4 890 m) au nord-est et du mont Baker au sud-est (4 844 m).

### Topographie
Il possède plusieurs pics distincts : les cimes jumelles du pic Marguerite (5 109 m) et du pic Alexandra (5 091 m), suivies du pic Albert (5 087 m), du pic Savoie (4 977 m), du pic Ellena (4 968 m), du pic Elizabeth (4 929 m), du pic Philipp (4 920 m), du pic Moebius (4 916 m), du Kitasamba (4 860 m), du Nyabubuya (4 860 m) et de la Grande Dent (Great Thooth, 4 603 m). Il domine la vallée de Bujuku à l'est et abrite plusieurs glaciers en phase de retrait rapide depuis le milieu du XIXe siècle.

### Géologie
Le mont Stanley fait partie d'un graben formé au milieu de la vallée du Grand Rift il y a dix millions d'années. Il est composé de gneiss et de quartzite.

### Climat
Le climat est particulièrement humide, surtout lors des deux saisons des pluies entre mars et mai et en septembre et octobre, pendant lesquelles la neige peut tomber à partir de 4 300 mètres d'altitude.

## Histoire
Au milieu du IIe siècle, le géographe égyptien Ptolémée fait figurer sur une carte les « monts de la Lune », selon des informations qu'il a eues de Marinus de Tyr,,,.
En 1876, l'explorateur britannique Henry Morton Stanley est le premier Européen à découvrir le massif du Rwenzori. Ce n'est qu'en 1888 qu'il distingue une montagne enneigée au cœur de celui-ci :

« Un de mes hommes attira mon regard en criant : une montagne de sel ! Je vis un nuage qui avait l'aspect et les proportions d'une cime couronnée de neige. Je compris ensuite que ce n'était pas un nuage mais une véritable montagne couverte de neige. »

— Henry Morton Stanley
La première ascension officielle du pic Marguerite est l'œuvre en 1906 de Louis-Amédée de Savoie, duc des Abruzzes, accompagné des guides Joseph Petigax, César Ollier, Josef Brocherel, et peut-être Umberto Cagni, ainsi que le photographe Vittorio Sella.

## Activités
L'approche de la montagne est longue, à travers la jungle, mais son ascension n'est pas techniquement difficile. Les sentiers de randonnée sont bien entretenus et il existe de nombreux refuges. Des services de guides et porteurs sont disponibles,,.
Le versant congolais de la montagne fait partie depuis 1925 du parc national des Virunga ; son versant ougandais fait partie depuis 1991 du parc national Rwenzori Mountains. Ils ont été respectivement inscrits sur la liste du patrimoine mondial de l'UNESCO en 1979 et 1994.